# Augustinern 50 (Quedlinburg)

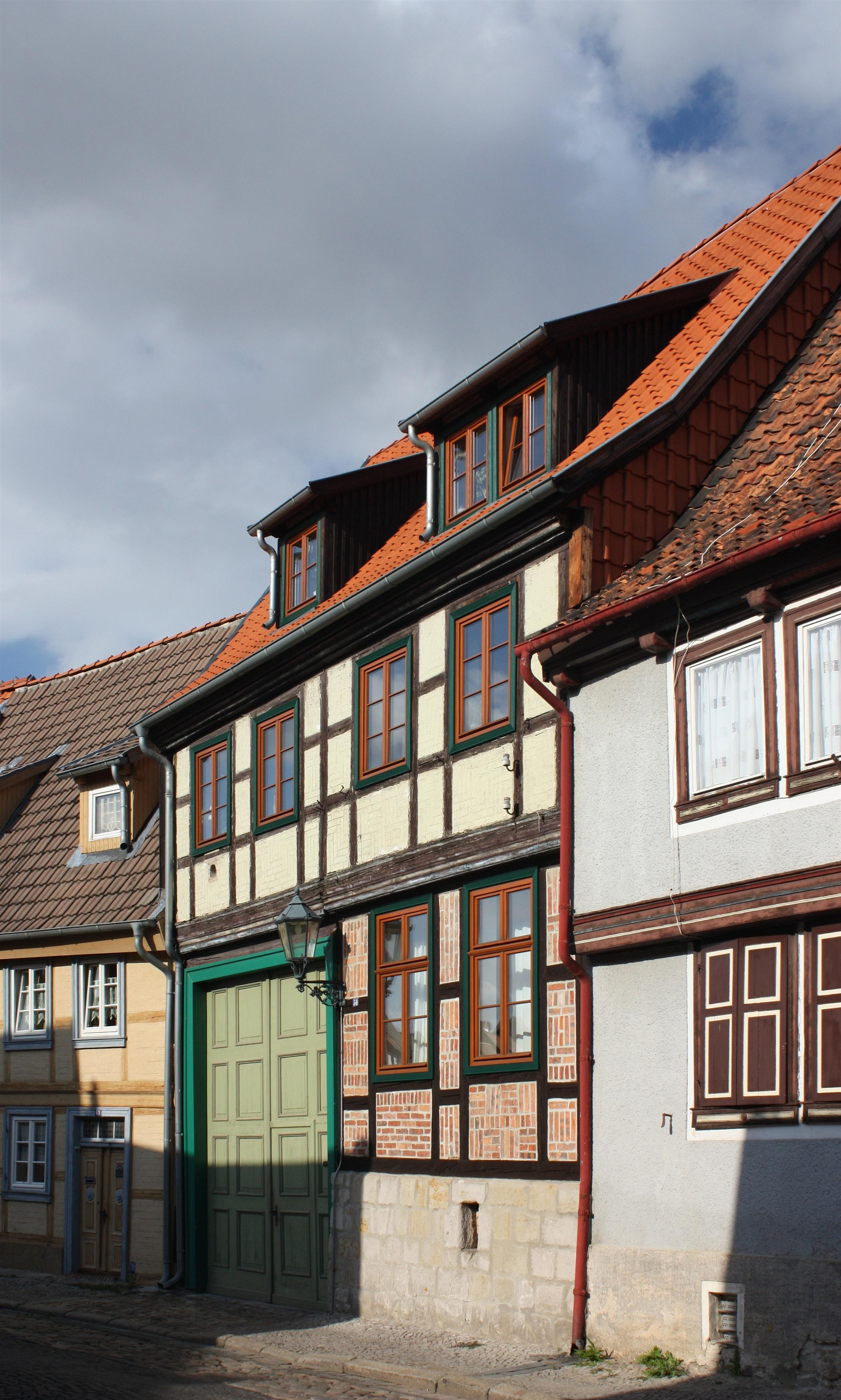
Haus Augustinern 50

Das Haus Augustinern 50 ist ein denkmalgeschütztes Gebäude in der Stadt Quedlinburg in Sachsen-Anhalt.
Es befindet sich im nördlichen Teil der historischen Quedlinburger Neustadt und gehört zum UNESCO-Weltkulturerbe. Im Quedlinburger Denkmalverzeichnis ist es als Ackerbürgerhaus eingetragen. Östlich grenzt das gleichfalls denkmalgeschützte Haus Augustinern 49 an.

## Architektur und Geschichte
Das zweigeschossige Fachwerkhaus entstand nach einer Bauinschrift im Jahr 1777. An der durch einen Ständerrhythmus geprägten Fachwerkfassade befindet sich eine Profilbohle. Bemerkenswert ist das ungewöhnlich hohe, auf einem Quadersockel ruhende Erdgeschoss. Im Sockel befindet sich ein Kellerfenster, das vermutlich bereits auf den Vorgängerbau zurückgeht. In der Westhälfte des Hauses ist eine große Hausdurchfahrt eingefügt. Das Hoftor ist kassettiert.